# Gare de Pidvolotchysk
La gare de Pidvolotchysk (en ukrainien : Підволочиськ (станція)) est une gare ferroviaire située dans l'oblast de Ternopil en Ukraine.

## Situation ferroviaire
La gare est exploitée par Lviv Railways, partie de Ukrzaliznytsia.

## Histoire
Elle a été ouverte en 1871 par le Royaume de Galicie et de Lodomérie et reliait alors les réseaux russe et autrichien. Elle servait de poste frontière.